# NGC 5705
NGC 5705 је спирална галаксија у сазвежђу Девица која се налази на NGC листи објеката дубоког неба.
Деклинација објекта је - 0° 43' 6" а ректасцензија 14h 39m 49,8s. Привидна величина (магнитуда) објекта NGC 5705 износи 13,2 а фотографска магнитуда 13,9. Налази се на удаљености од 28,641 милиона парсека од Сунца. NGC 5705 је још познат и под ознакама UGC 9447, MCG 0-37-21, CGCG 19-76, IRAS 14371-0029, PGC 52395.